# Metosuximida
La metosuximida es un fármaco anticonvulsivo derivado de la succinimida con efectos similares a la etosuximida.

## Descripción
Es un polvo cristalino blanco a blanco grisáceo. Es inodoro o tiene un ligero olor. Soluble 1 en 350 partes de agua, 1 en 3 partes de alcohol, 1 en menos de 1 parte de cloroformo y 1 en 2 partes de éter. Debe almacenarse en contenedores herméticos.

## Usos
El fármaco fue comercializado en 1956 para las crisis de ausencia (petit mal) tanto en adultos como en niños. También tiene cierta actividad en las convulsiones parciales complejas, aunque existen reportes de que es menos tolerado que la etosuximida y, por lo general, solo se administra a pacientes que no responden a otro tratamiento antiepiléptico.

## Metabolismo
El fármaco es metabolizado rápidamente por las enzimas microsomales a un derivado N-desmetilado, N-desmetilmesuximida. La vida media plasmática es menor a dos horas, mientras que la del metabolito N-desmetilmesuximida es de unas 40 horas. Este metabolito, dada su larga latencia y acumulación puede causar somnolencia. El principal metabolito detectado en perros es la 2-metil-2-fenilsuccinimida, mientras que en humanos es 3-metil-3-fenilpirrolidina-2,5-diona (α-metil-α-fenilsuccinimida), que es el metabolito activo.

## Efectos secundarios
La metosuximida posee efectos secundarios semejantes a los de la etosuximida, entre los que se incluyen problemas gastrointestinales. Así mismo, se ha observado depresión severa, erupción cutánea, fiebre, edema periorbitario, leucopenia, anemia, nefropatía y hepatotoxicidad.

## Uso en embarazo y lactancia
Se reportó uso de la metosuximida durante el primer trimestre en solo cinco embarazos. No se encontraron pruebas de efectos adversos en el feto. La metsuximida tiene un potencial teratogénico mucho más bajo que la clase de anticonvulsivantes de oxazolidindiona. Los anticonvulsivantes derivados de la succinimida deben considerarse de elección para el tratamiento de las crisis de ausencia el primer trimestre. Su clasificación es C.
En lactancia
No hay datos disponibles, aunque otros compuestos de la misma familia se han empleado. Si el tratamiento fuese inevitable, la decisión de amamantar debe tomarse individualmente y se debe observar al bebé para detectar síntomas tales como succión débil, vómitos y cansancio. Cuando hay una sospecha de efectos secundarios, se debe determinar la concentración en el suero del bebé y se debe tomar una decisión con respecto a si se debe agregar fórmula para reducir la transferencia de drogas a través de la leche materna, o se debe destetar al bebé.